# Platythomisus deserticola
Platythomisus deserticola är en spindelart som beskrevs av Lawrence 1936. Platythomisus deserticola ingår i släktet Platythomisus och familjen krabbspindlar. Inga underarter finns listade i Catalogue of Life.